# Маргарета фон Брауншвайг-Волфенбютел
Маргарета фон Брауншвайг-Волфенбютел (на немски: Margarete von Braunschweig-Wolfenbüttel; * 1516 или 1517; † 28 октомври 1580; замък Щауфенбург при Зезен-Мюнхехоф) от род Велфи (Среден Дом Брауншвайг), е принцеса от Брауншвайг-Волфенбютел и чрез женитба херцогиня на Мюнстерберг, Оелс и Бернщат.

## Живот
Тя е най-голямото дете на херцог Хайнрих II фон Брауншвайг-Волфенбютел (1489 – 1568) и първата му съпруга Мария фон Вюртемберг (1496 – 1541), дъщеря на граф Хайнрих фон Вюртемберг.
На 8 септември 1561 г. Маргарета се омъжва за херцог Йохан фон Мюнстерберг-Оелс (1509 – 1565) от бохемския род Подебради. Тя е втората му съпруга. Бракът е бездетен. След четири години херцог Йохан умира. Нейният заварен син Карл Христоф продава господство и дворец Франкенщайн, който е обещан за нейна вдовишка резиденция. Маргарета се връща в родината си и живее в двора на нейния брат Юлий, херцог на Брауншвайг-Волфенбютел, който през 1569 г. ѝ дава да ползва дворец Щауфенбург. Там тя се грижи за бедните, болните и нуждаещите и умира там.